# Dolichurus secundus
Dolichurus secundus är en  stekelart som beskrevs av De Saussure 1892. Dolichurus secundus ingår i släktet Dolichurus och familjen Ampulicidae. Inga underarter finns listade i Catalogue of Life.